# Richmond (Alabama)
Richmond (auch Warrenton) ist ein gemeindefreier Ort (unincorporated community) im Dallas County, Alabama, Vereinigte Staaten. Der Name stammt von Richmond County, dem Geburtsort vieler der ersten Siedler.
Richmond liegt auf einer Höhe von 120 m an der Alabama State Route 89, nahe ihrem Endpunkt bei Elm Bluff.

## Persönlichkeiten
- Kenneth McKellar (1869–1957), Rechtsanwalt und Politiker